# شنق
الشنق هي طريقة من أكثر طرق تنفيذ عقوبة الإعدام شيوعاً، وذلك بتعليق المعدوم من رقبته بواسطة حبل غليظ.
هناك من يعدّ الشنق أرحم وأخف ألماً من أنواع تنفيذ الإعدام المختلفة الأخرى.

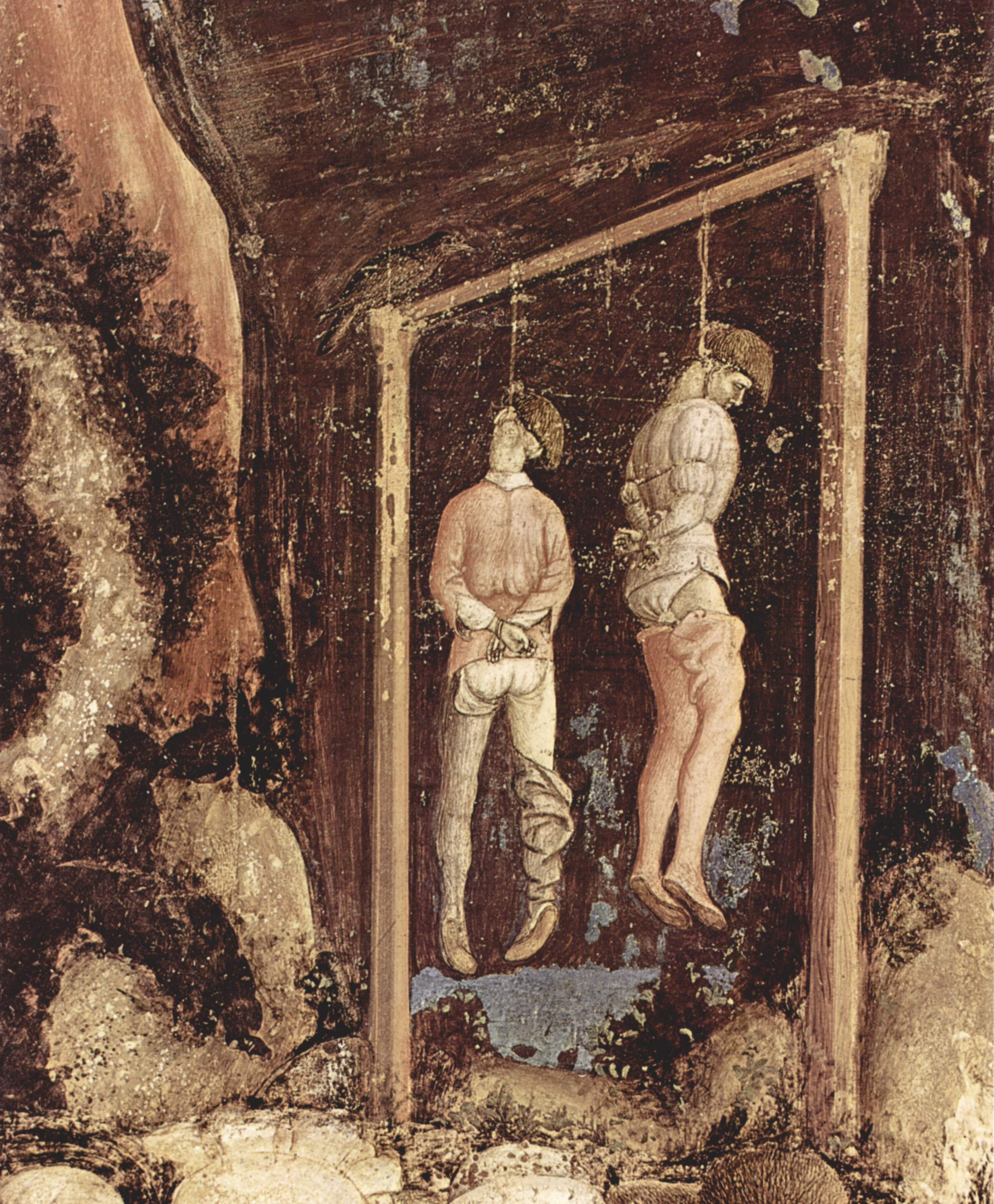
Detail from a painting by بيزانيلو, 1436–1438

يحصل الموت بواسطة الشنق عندما يحصل ضغط على شرايين العنق من الطرفين مما يؤدي إلى نقص وصول الدماء إلى الدماغ وتوقف الدم عن الدماغ بفعل انضغاط الشرايين السباتية على طرفي العنق، مما يؤدي لنقص التروية الدموية عن الدماغ والمراكز القلبية والتنفسية، مما يؤدي إلى الموت بفعل الانضغاط الوعائي والعصبي.

## عقدة الحبل
يجب وضع عقدة أنشوطة الحبل على مؤخرة العنق وليس على أي من جوانب الرقبة الأيمن أو الأيسر، لأن وضع العقدة على مؤخرة العنق تجعل الحبل يضغط على طرفي العنق مما يؤدي للوفاة بسرعة.
تستغرق عملية الشنق وتوقف القلب والدماغ والوفاة عملية تستغرق فترة من 4 إلى 5 دقائق ، كما أن الشخص المشنوق يمر بحالة اللاوعي بين الشنق والوفاة وخلالها يشخر ويتألم في حالة لا وعي. كما إن كسر العظم اللامي وحده في عنق المشنوق لا يؤدي للوفاة وإنما نقص التروية الدماغية والانضغاط الوعائي والعصبي هي التي تحدث الوفاة.

## معرض صور

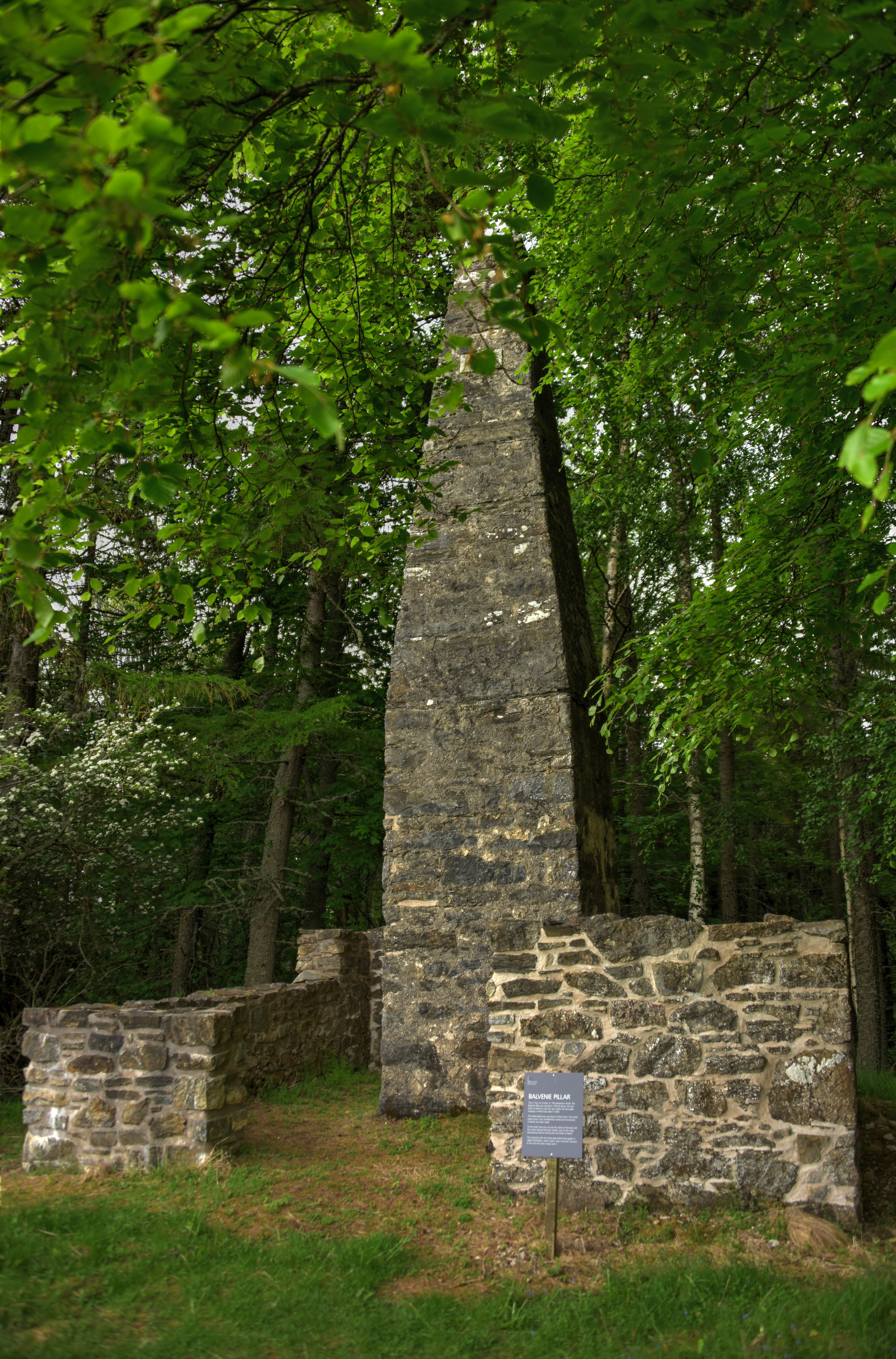
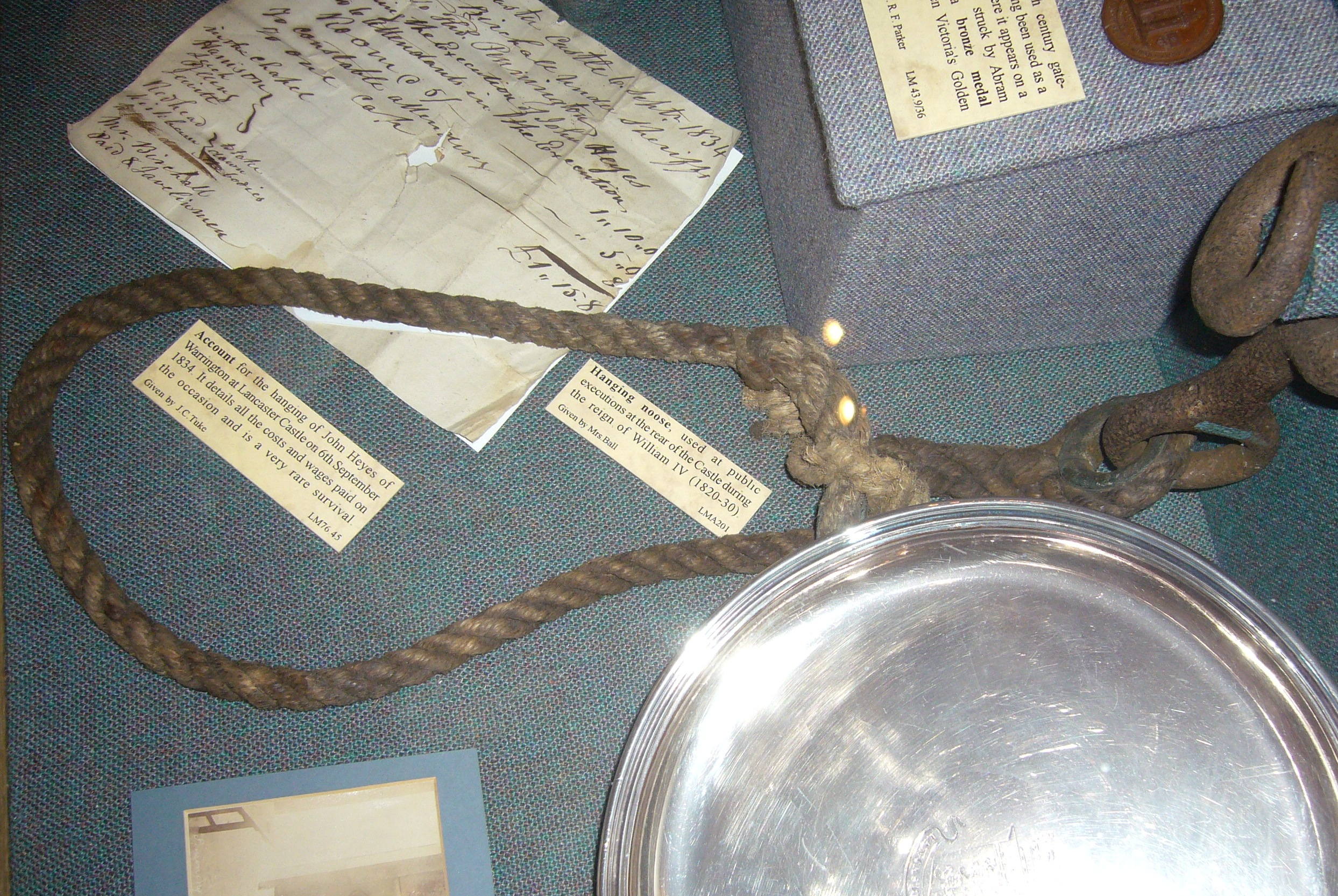
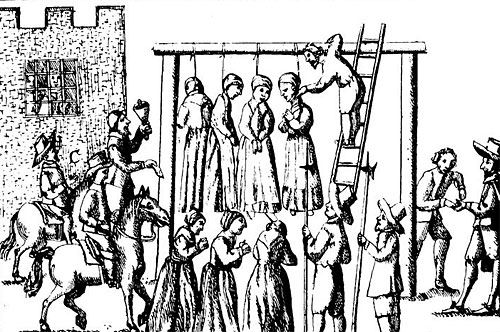

## أبرز من نفذ فيهم حكم الشنق في الوطن العربي
- عمر المختار - ليبيا
- سيد قطب - مصر.
- صدام حسين - العراق.